# Boombastic
Boombastic é o terceiro álbum de estúdio do cantor jamaicano Shaggy. Foi lançado em 1995 e, tem como principal destaque o single "Boombastic" que alcançou a primeira posição nos gráficos nos Estados Unidos e a terceira na Billboard Hot 100.
| Críticas profissionais                                                      | Críticas profissionais |
| Avaliações da crítica                                                       | Avaliações da crítica  |
| Fonte                                                                       | Avaliação              |
| --------------------------------------------------------------------------- | ---------------------- |
| All Music Guide                                                             | [ 1 ]                  |
| Rolling Stone                                                               | [ 2 ]                  |
| Esta tabela precisa de ser acompanhada por texto em prosa. Consulte o guia. |                        |

## Faixas
1. "In the Summertime" (feat. Rayvon) – 3:57
2. "Boombastic" – 4:07
3. "Something Different" (feat. Wayne Wonder) – 4:31
4. "Forgive Them Father" – 3:27
5. "Heartbreak Suzie" (feat. Gold Mine) – 4:09
6. "Finger Smith" – 3:28
7. "Why You Treat Me So Bad" (feat. Grand Puba) – 3:47
8. "Woman a Pressure Me" – 3:41
9. "The Train Is Coming" (feat. Ken Boothe) – 3:41
10. "Island Lover" – 4:13
11. "Day Oh" – 3:56
12. "Jenny" (feat. Budda Junky Swan) – 4:15
13. "How Much More" – 3:51
14. "Gal Yu a Pepper" – 4:18
15. "In the Summertime (Ripper Remix)" – 4:04
16. "Boombastic (Sting Remix)" – 4:18